# The Nature of Things
The Nature of Things (La natura de les coses) va ser el nom d'una sèrie de programes radiofònics de la BBC realitzats l'any 1950. És en aquest programa que el físic anglès Fred Hoyle, de manera irònica, va utilitzar per primera vegada l'expressió big-bang.
L'emissió va ser batejada amb aquest nom seguint el títol d'un poema del filòsof Lucreci: De Rerum Natura («de la naturalesa de les coses»).